# 圣厄夫赖斯和克莱里泽
圣厄夫赖斯和克莱里泽（法語：Saint-Euphraise-et-Clairizet，法語發音：[sɛ̃.t‿øfʁɛz e klɛʁizɛ]）是法国马恩省的一个市镇，位于该省西北部，属于兰斯区。

## 地理
圣厄夫赖斯和克莱里泽（49°12'45"N, 3°53'11"E）面积4.91 平方千米，位于法国大東部大區马恩省，该省份为法国东北部内陆省份，北起阿登省，西北接埃纳省，西南接塞纳-马恩省，南至奥布省，东南接上马恩省，东临默兹省。
与圣厄夫赖斯和克莱里泽接壤的市镇（或旧市镇、城区）包括：欧比伊、布利尼、布伊、库洛姆拉蒙塔涅、梅里-普雷姆西、帕尔尼莱兰斯。

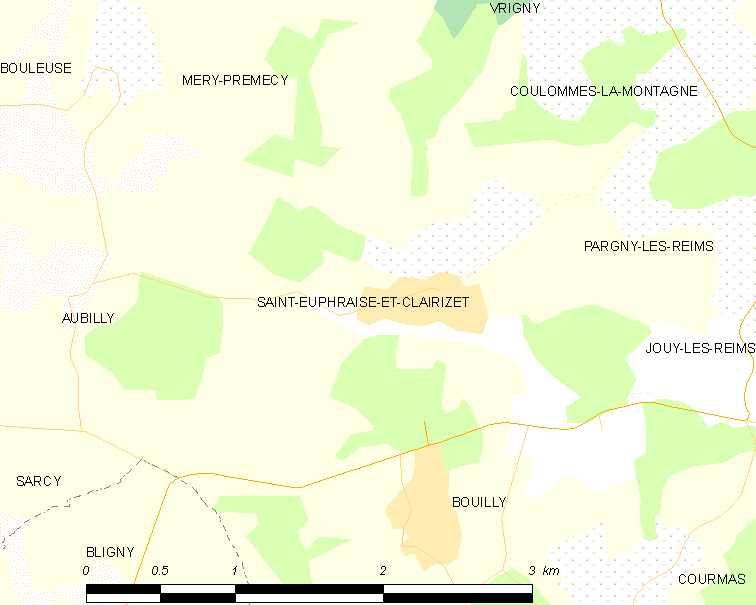
圣厄夫赖斯和克莱里泽的OSM定位图

圣厄夫赖斯和克莱里泽的时区为UTC+01:00、UTC+02:00（夏令时）。

## 行政
圣厄夫赖斯和克莱里泽的邮政编码为51390，INSEE市镇编码为51479。

## 政治
圣厄夫赖斯和克莱里泽所属的省级选区为菲姆-兰斯山县。

## 人口

1962-2008年间圣厄夫赖斯和克莱里泽人口变化图示

圣厄夫赖斯和克莱里泽于2022年1月1日时的人口数量为245人。